# Voz Populi Te Ve
Voz Populi Te Ve fue un programa de televisión colombiano emitido por Caracol Televisión sobre noticias, sátiras y humor político de lo ocurrido durante la semana. Se emitía todos los domingos a las 10:00 p.m. después de Séptimo día.

## Historia
Era la versión televisiva del espacio radial Voz Populi de Blu Radio, con segmentos de opinión, humor e imitaciones de personajes de la vida nacional, especialmente de la política, la farándula y el deporte.
Era presentado por Jorge Alfredo Vargas (Director del Programa) y Felipe Zuleta (Analista Político).
Después de tres años y medio de emisión continua, el 22 de marzo de 2020 finalizó sus emisiones, tras la emergencia sanitaria del Covid-19.

## Integrantes
| Nombres y apellidos           | Rol                                                                                   |
| ----------------------------- | ------------------------------------------------------------------------------------- |
| Jorge Alfredo Vargas          | Director y conductor del programa                                                     |
| Felipe Zuleta                 | Periodista y analista                                                                 |
| Alberto Linero                | Analista Invitado; En Ciertas Ocasiones                                               |
| María Auxilio Vélez           | Malu, Amparo Grisalez, Ignorita, Marcia Lucia, Claudia Lopez, La Cabal, Caída Merlano |
| Alejandro Riaño               | Juanpis Gonzalez                                                                      |
| Camilo Cifuentes              | George, Donald Tromp, Jo Bidren, Farcquez Rodolfo Hernández, Juan Caobo.              |
| Yedinson Ned Flórez "Lokillo" | Domicelio y Che Lokillo                                                               |
| Óscar Iván Castaño            | Gustavo Retro, Juanma, Juan da, Nicolás Maburro Juan Guardó y Mexicano #2             |
| Andrés Tamayo                 | Furibe                                                                                |
| Esteban Hernandez             | Presidente Ivancho                                                                    |
| Santiago Rodríguez            | Guerrillermo y Juan Mamerto                                                           |
| Diego Briceño                 | Tarcisio Maya, Joe Hurtado Plata, Explorador, Mexicano #1                             |
| Jeringa                       | Expositor del Museo Colombia Año 3050                                                 |
| Lorena Neira                  | Paloma Valencia y La Mienteoróloga                                                    |
| Grupo Salpicón                | Youtrovers                                                                            |

Libretistas
- Diego López
- Mauricio Ramírez "Comino".
- Diana Galindo

## Imitadores y sus personajes

#### Yedinsón Flórez "Lokillo"
- Domicelio
- Che Lokillo
- Rastacuando

#### María Auxilio Vélez
- María Lucía Fernández
- Amparo Grisales
- Ignorita
- Martha Lucía Ramírez
- Aída Merlano
- Esperanza Gómez
- La Tigresa de Oriente
- Flavia Dos santos
- Diva Jessurum
- Shakira
- Andrea Echeverry
- Marge Simpson
- María Fernanda Cabal
- Claudia de Colombia
- Margarita Rosa De Francisco
- Alejandra Guzmán

#### Andrés Tamayo
- Álvaro Uribe
- César Gaviria
- Humberto De la Calle
- Fernando Londoño Hoyos
- Belisario Betancur
- Andrés Pastrana
- Carlos Castaño
- Horacio Serpa
- Carlos Moreno De Caro

#### Óscar Iván Castaño
- Gustavo Petro
- Nicolás Maduro
- Juan Guaidó
- Juan Daniel Oviedo
- Jorge Enrique Robledo
- James Rodríguez
- Radamel Falcao García
- Georgina Ruiz
- Rigoberto Urán
- María Isabel Urrutia
- Carlos Valderrama
- Alberto Casas Santamaría
- Ricardo Henao Calderón
- Juan Manuel Santos
- Nairo Quintana
- José Pékerman
- Homero Simpson
- Antanas Mockus

#### Diego Briceño
- Tarsicio Maya
- Joe Hurtado Plata
- Aurorita
- Tola y Maruja

#### Esteban Hernández
- Iván Duque
- El profesor
- William Brownfield
- Federico Gutiérrez
- Armando Benedetti

#### Santiago Rodríguez
- Juan Mamerto, el guerrillero de las JAR-EP

#### Camilo Cifuentes
- Álvaro Uribe
- Jorge Alfredo Vargas
- Juan Manuel Santos
- Donald Trump
- Joe Biden
- Rodolfo Hernández
- Germán Vargas Lleras
- Faustino Asprilla
- Carlos Vives
- Rubén Darío Arcila
- Julio Correal
- Jaime Sánchez Cristo
- Julio Iglesias
- Yamid Amat
- Fernando González Pacheco
- Julio E. Sánchez Vanegas
- Julio Sánchez Cristo

#### Lorena Neira
- Paloma Valencia
- Claudia López
- Epa Colombia
- Alicia Arango
- Marina Granziera
- María Camila Osorio
- Arelys Henao
- Dra. Fernanda Hernández
- Francia Márquez
- Greeicy Rendón
- Natalia París
- Lina Tejeiro
- Irene Vélez
- Paola Jara
- Susana Boreal
- La Mienteoróloga
- Mafe Walker

## Secciones
- Burla Virtual
- El Oso de la semana
- El Ring de La semana
- El Chiste de la semana
- Siga Soñando
- El Vainazo de la Semana
- Sube y Baja Esta Semana
- Lo Bueno Lo malo y lo Feo.
- Tarjeta Amarilla y Tarjeta Roja
- Youtrovers
- Tarcisio: Se está poniendo viejo
- Echale Ojo a Esta Semana

## Banda original
La música de Voz Populi Te Ve fue creada en 2016 por el compositor César Escola, a partir de una idea original de Juan Pablo Tibaquirá.